# Masteler

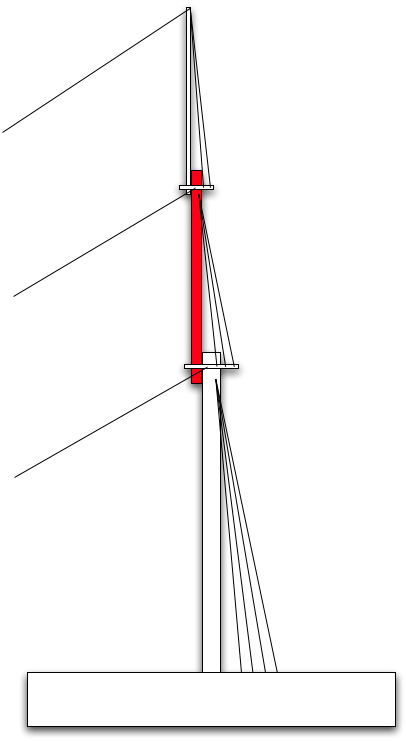
Masteler destacat en color vermell

Un masteler és una perxa o pal menor que va sobre els principals en la major part dels velers de vela rodona i serveixen per a sostenir les gàbies. Per aquesta raó, adquireixen respectiva i generalment aquests títols, a més del particular corresponent a la seva vela o verga com masteler major o de gàbia, masteler de velatxo, de sobremessana, etc.